# الشيعة في سوريا

## أعداد الشيعة في سوريا
نظرا للتنوع المذهبي والطائفي في سوريا والتكتم من ناحية الأعداد مما أدى لعدم معرفة العدد الحقيقي لكل طائفة ومذهب ومن بينها الطائفة الشيعية إلا أنه ومن خلال التقارير الأخرى يمكن الحصول على أعداد تقريبية لهم. فبحسب تقرير «الحرية الدينية في العالم» لعام 2010، الذي يصدر عن وزارة الخارجية الأمريكية فإن الشيعة العلوية والإسماعيلية والإمامية الإثني عشرية يشكلون ما نسبته 13 في المائة من عدد سكان سورية الذي يبلغ 22 مليون نسمة.
وتعتبر الطائفة العلوية في سورية ثاني أكبر طائفة، حيث يأتي «أهل السنة والجماعة» في المرتبة الأولى، ثم يأتي العلويون، فالمسيحيون فالدروز.

## أماكن تواجد الشيعة في سوريا
يشكل الشيعة الإثناعشريون حوالي 8 - 9 في المائة من سكان سوريا وتزداد هذه النسبة إذا ما أُضيف لهم الشيعة الإسماعيلية الذين يتركز تواجدهم في ريف حماة وفي مدينة السلمية بالذات. يتواجد الشيعة السوريون من المذهب الإثناعشري في بضعة قرى وبلدات في محافظة إدلب مثل الفوعة[ ؟ ] و کفریا وكذلك في بعض قرى حلب مثل نبل والزهراء أما في محافظة حمص فيتواجد الشيعة ضمن مدينة حمص بالإضافة إلى حوالي 56 قرية وبلدة مثل : الغور الغربية ، الدلبوز، أم العمد[ ؟ ]، جنينات وغيرها. وتعد مدينة نبل أكبر تجمع للشيعة الإثنى عشرية في سورية حيث يبلغ تعداد سكانها 40 ألف نسمة كما يتواجدون في حي الأمين والجورة[ ؟ ] في دمشق القديمة الذي كان تاريخيا مكان سكن الشيعة في مدينة دمشق. كما توجد أعداد قليلة في مناطق أخرى من سوريا مثل بصرى والساحل. يضاف إلى هذا بعض الحالات الفردية من المتحولين للمذهب الشيعي. وينتشر العلويون في سوريا بشكل أساسي في الجبال الساحلية من البلاد، من عكار جنوبا، إلى طوروس شمالا، وينتمون للطائفة الشيعية الإثني عشرية، ويتوزع بعضهم في محافظات حمص وحماة ولواء إسكندرون.

## جذور التّشيع في سوريا
ترجع جذور التّشيع في سوريا إلى القرن الأول الهجري. إلا أنه أخذ في الانتشار في القرن الرابع الهجري، مع سيطرة الدولة الحمدانية (الشيعية) على حلب، واستمر خلال عهد الدولة الفاطمية (الشيعية الإسماعيلية)، التي حكمت مصر، ومدت سيطرتها إلى بلاد الشام خلال القرن الخامس الهجري.
ثم بدأ بالانحسار مع بداية الدولة الأيوبية بسبب محاربتها له وكذا أيام الدولة العثمانية إلى أن أصبح الشيعة الإمامية في سورية اليوم يمثلون أقلية صغيرة عريقة.

## مقدساتهم

### مقام السيدة زينب
يوجد في سوريا أحد مزارات الشيعة الرئيسية وهو مقام السيدة زينب بنت علي بن أبي طالب الذي يتوافد إليه الشيعة من أنحاء العالم.

### مقام رقية بنت الحسين
يقع مقام رقية بنت الحسين في حي العمارة بدمشق على بعد حوالي 100 متر خلف المسجد الاموي وقريب من مسجد مقام رأس الحسين وإلى جانب باب الفراديس في سوق العمارة.
ويقال إن أول من بنى على قبرها هو أحد سلاطين الأيوبيين عام 526هـ وفي سنة 768هـ شيد قبة صغيرة على روضتها . ومن بعدها توالت على المرقد بنايات وعمارات عديدة.

### مشهد النقطة في حلب
يعرف أيضا بمسجد النقطة أو مشهد النقطة وهو مسجد يقع في مدينة حلب على سفح جبل الجوشن.
في هذا المسجد صخرة عليها بقعة دماء يقال أنها من رأس الإمام الحسين بن علي، ويُعدّ هذا المسجد من الأماكن المقدسة عند الشيعة.

### مقدسات أخری
يقع مقام السيدة سكينة وكذلك مقام السيدة أم كلثوم ابنتي الحسين في مقبرة باب الصغير في دمشق. ضريح سكينة بنت الحسين يوجد مع ضريح عمتها أم كلثوم بنت علي في مقام واحد حيث يجد الزائر مقام رمزي فوق الأرض والقبر الحقيقي في الطابق السفلي تحته تماماً.